# Épreuve 1 de Gloucester de snooker 2012
L'Épreuve 1 de Gloucester 2012 est un tournoi de snooker classé mineur, qui s'est déroulé du 18 au 22 juillet 2012 à la South West Snooker Academy de Gloucester en Angleterre.

## Déroulement
Il s'agit de la deuxième épreuve du championnat européen des joueurs, une série de tournois disputés en Europe (10 épreuves) et en Asie (3 épreuves), lors desquels les joueurs doivent accumuler des points afin de se qualifier pour la grande finale à Galway.
Le tournoi fait partie des quatre épreuves tenues en Angleterre à Gloucester, lesquelles étaient auparavant tenues à Sheffield les deux saisons précédentes,.
L'événement compte un total de 178 participants dont 128 ont atteint le tableau final. Le vainqueur remporte une prime de 10 000 £.
C'est l'Écossais Stephen Maguire qui l'emporte en finale face à son jeune adversaire Jack Lisowski en manche décisive. Lisowski avait une chance de remporter son premier tournoi classé mineur, mais il a buté sur l'ultime bille jaune, mettant fin à son break à 56 points. Maguire a ensuite remporté l'échange tactique et a empoché l'ensemble des couleurs pour s'imposer.

## Dotation
La répartition des prix est la suivante :
- Vainqueur : 10 000 £
- Finaliste : 5 000 £
- Demi-finaliste : 2 500 £
- Quart de finaliste : 1 500 £
- 8èmes de finale : 1 000 £
- 16èmes de finale : 600 £
- Deuxième tour : 200 £
- Dotation totale : 50 000 £

## Phases finales
|  | Quarts de finale au meilleur des 7 manches | Quarts de finale au meilleur des 7 manches | Quarts de finale au meilleur des 7 manches |               |                  | Demi-finales au meilleur des 7 manches | Demi-finales au meilleur des 7 manches | Demi-finales au meilleur des 7 manches |  |  | Finale au meilleur des 7 manches | Finale au meilleur des 7 manches | Finale au meilleur des 7 manches |
|  |                                            |                                            |                                            |               |                  |                                        |                                        |                                        |  |  |                                  |                                  |                                  |
|  |                                            | Andrew Higginson                           | 4                                          |               |                  |                                        |                                        |                                        |  |  |                                  |                                  |                                  |
|  |                                            | Alan McManus                               | 3                                          |               |                  |                                        |                                        |                                        |  |  |                                  |                                  |                                  |
|  |                                            | Alan McManus                               | 3                                          |               | Andrew Higginson | 1                                      |                                        |                                        |  |  |                                  |                                  |                                  |
|  |                                            |                                            |                                            |               | Andrew Higginson | 1                                      |                                        |                                        |  |  |                                  |                                  |                                  |
|  |                                            |                                            | Stephen Maguire                            | 4             |                  |                                        |                                        |                                        |  |  |                                  |                                  |                                  |
|  |                                            | Barry Hawkins                              | Stephen Maguire                            | 4             | 3                |                                        |                                        |                                        |  |  |                                  |                                  |                                  |
|  |                                            | Barry Hawkins                              |                                            |               | 3                |                                        |                                        |                                        |  |  |                                  |                                  |                                  |
|  |                                            | Stephen Maguire                            | 4                                          |               |                  |                                        |                                        |                                        |  |  |                                  |                                  |                                  |
|  |                                            |                                            |                                            |               |                  |                                        |                                        |                                        |  |  |                                  | Stephen Maguire                  | 4                                |
|  |                                            |                                            |                                            | Jack Lisowski | 3                |                                        |                                        |                                        |  |  |                                  |                                  |                                  |
|  |                                            | Mark Williams                              | 4                                          |               |                  |                                        |                                        |                                        |  |  |                                  |                                  |                                  |
|  |                                            | Ali Carter                                 | 3                                          |               |                  |                                        |                                        |                                        |  |  |                                  |                                  |                                  |
|  |                                            | Ali Carter                                 | 3                                          |               | Mark Williams    | 3                                      |                                        |                                        |  |  |                                  |                                  |                                  |
|  |                                            |                                            |                                            |               | Mark Williams    | 3                                      |                                        |                                        |  |  |                                  |                                  |                                  |
|  |                                            |                                            | Jack Lisowski                              | 4             |                  |                                        |                                        |                                        |  |  |                                  |                                  |                                  |
|  |                                            | Jack Lisowski                              | Jack Lisowski                              | 4             | 4                |                                        |                                        |                                        |  |  |                                  |                                  |                                  |
|  |                                            | Jack Lisowski                              |                                            |               | 4                |                                        |                                        |                                        |  |  |                                  |                                  |                                  |
|  |                                            | Judd Trump                                 | 0                                          |               |                  |                                        |                                        |                                        |  |  |                                  |                                  |                                  |

## Finale
| Finale au meilleur des 7 manches Arbitre : Marcel Eckardt |                          |                          |
| Stephen Maguire Écosse                                    | 4 - 3 ( - )              | Jack Lisowski Angleterre |
| 0 84                                                      | Centuries Meilleur break | 0 70                     |
| Stephen Maguire remporte l'Épreuve 1 de Gloucester 2012   |                          |                          |